# Rabat
Rabat este capitala Regatului Maroc. Cu o populație de cca. 1.800.000 locuitori (2009), orașul Rabat este situat pe coasta Oceanului Atlantic, la gura estuarului Bou Regreg. Colmatarea treptată a estuarului cu aluviuni a diminuat rolul orașului ca port. În timp, aici s-a dezvoltat o importantă industrie textilă.
În această zonă s-au stabilit populații încă din antichitate. A devenit o fortăreață musulmană în jurul anului 700. Înainte de dobândirea independenței marocane în anul 1956, Rabat era capitala Protectoratului francez al Marocului. Universitatea Mahomed al V-lea se află în acest oraș.

## Educație
- ESSEC Business School

## Personalități născute în Rabat
- Dominique de Villepin (n. 14 noiembrie 1953) prim-ministrul Franței (de la 31 mai 2005), om politic și scriitor francez.
- Moulay Rachid (n. 20 iunie 1970), Prinț de Maroc, von Marokko, fiul lui Hassan II și Lalla Latifa Hammou.

|  |  |  |  |
|  |  |  |  |
|  |  |  |  |

1. ↑   https://it-ch.topographic-map.com/map-fq6c4s/Rabat/?zoom=19&center=33.97666%2C-6.82515&popup=33.97664%2C-6.82509 Lipsește sau este vid: |title= (ajutor)